# Шхивана
Шхивана (груз. შხივანა) — село в Грузии, на территории Амбролаурского муниципалитета края (мхаре) Рача-Лечхуми и Нижняя Сванетия.

## География
Село находится в северной части Грузии, на северном склоне Рачинского хребта, на расстоянии приблизительно 7 километров (по прямой) к юго-востоку от города Амбролаури, административного центра муниципалитета. Абсолютная высота — 1286 метров над уровнем моря.

## Население
По результатам официальной переписи населения 2014 года, в Шхиване проживало 18 человек (12 мужчин и 6 женщин). В национальной структуре населения грузины составляли 100 %.
| Год  | Население, человек |
| ---- | ------------------ |
| 2002 | 41                 |
| 2014 | ↘ 18               |